# Topsham (Vermont)
Topsham és una població dels Estats Units a l'estat de Vermont. Segons el cens del 2000 tenia 1.142 habitants.

## Demografia
Segons el cens del 2000, Topsham tenia 1.142 habitants, 421 habitatges, i 324 famílies. La densitat de població era de 9 habitants per km².
Per edats la població es repartia de la següent manera: un 27,6% tenia menys de 18 anys, un 6,8% entre 18 i 24, un 32,3% entre 25 i 44, un 23,1% de 45 a 60 i un 10,2% 65 anys o més.
L'edat mediana era de 36 anys. Per cada 100 dones de 18 o més anys hi havia 100,7 homes.
La renda mediana per habitatge era de 37.202 $ i la renda mediana per família de 37.440 $. Els homes tenien una renda mediana de 27.708 $ mentre que les dones 21.008 $. La renda per capita de la població era de 15.405 $. Entorn del 9,3% de les famílies i el 12,8% de la població estaven per davall del llindar de pobresa.